# 東北三大地主
東北三大地主（とうほくさんだいじぬし）は、明治後期から昭和初期にかけて農地改革前に広大な農地を所有していた、宮城県石巻市の齋藤家、秋田県大仙市の池田家、山形県酒田市の本間家の近代資産家3家を指す。いずれも何代かに亘る地主の家系であり、特定の3名を指すものではない。
平成時代に入って、齋藤氏庭園、旧池田氏庭園および本間氏別邸庭園（鶴舞園）はそれぞれ、国の名勝に指定された。

## 時代背景
田畑など農地の所有者である地主が、小作人に土地を貸し出して耕作させ、農作物の一部を地代として徴収する地主制度が背景にあった。

## 最盛期の所有農地
- 齋藤家　田畑1,500ha＝東京ドーム319個分
- 池田家　耕地1,054ha＝東京ドーム225個分
- 本間家　3,000ha＝東京ドーム638個分

## 参照
- 酒田市HP